# Aatamin puvussa ja vähän Eevankin
Aatamin puvussa ja vähän Eevankin is een Finse filmkomedie uit 1940, geregisseerd door Ossi Elstelä en geschreven door Nisse Hirn, gebaseerd op een boek van Yrjö Soini. De film duurt 77 minuten en de première was op 18 augustus 1940.

## Rolverdeling
| Acteur          | Personage      |
| --------------- | -------------- |
| Sirkka Sipilä   | Alli           |
| Tauno Palo      | Aarne Himanen  |
| Leo Lähteenmäki | Paavo Kehkonen |
| Jalmari Rinne   | Viirimäki      |
| Yrjö Tuominen   | Vilho Vikström |
| Valter Tuomi    | Agent          |
| Irja Kuusla     | Liina          |
| Maikki Sälehovi | Puuska's vrouw |
| Rafael Stenius  | Puuska         |